# Negus Webster-Chan
Negus Webster-Chan (Scarborough, 7 gennaio 1993) è un cestista canadese.

## Palmarès
- Campione NBA D-League (2017)